# Lutosa imitata
Lutosa imitata är en insektsart som beskrevs av Magalhaes de Oliveira Levada och Felizola Diniz Filh. Lutosa imitata ingår i släktet Lutosa och familjen Anostostomatidae. Inga underarter finns listade i Catalogue of Life.